# ホルヘ・ラリオンダ
ホルヘ・ルイス・ラリオンダ・ピエトラフェーサ（Jorge Luis Larrionda Pietrafesa、1968年3月9日 - ）はウルグアイ出身のサッカー審判員。1998年から国際主審としても活動し、リベルタドーレス杯の決勝、2006年W杯ドイツ大会の4試合、2004年FIFAインターコンチネンタルカップでは、南米サッカー協会、欧州サッカー協会からの要請によって決勝審判として活躍。また2009年南北アメリカ大陸では最優秀主審に選出されると同時に、国際サッカー歴史統計連盟（IFFHS）より世界のベスト4にランキングされた。

## 判定への評価
ファウルを厳しく取り締まり、カードを多く出す傾向が見られ、2006 FIFAワールドカップで行われたグループEのイタリア対アメリカの試合では、3枚ものレッドカードを出した。ちなみに、この試合でアメリカのダマルカス・ビーズリーが後半にゴールを決めたが、これはラリオンダ主審がオフサイドとみなし、ゴールは認められなかった。そして、これまでの厳しい判定に我慢できなかったアメリカのブルース・アリーナ監督から批判を受けた。2010 FIFAワールドカップの決勝トーナメント1回戦ドイツ対イングランド戦ではフランク・ランパードのシュートがゴールラインを超えていたが副審が見逃したためゴールを認めなかった事が問題になっている。